# Joey Logano
Joey Logano, all'anagrafe Joseph Thomas Logano (Middletown, 24 maggio 1990) è un pilota automobilistico statunitense che gareggia nei campionati NASCAR Cup Series e NASCAR Xfinity Series.
Gareggia a tempo pieno nella NASCAR Cup Series, guidando la Ford Mustang n. 22 per il Team Penske, scuderia con la quale si è laureato campione del mondo per 3 volte (2018, 2022, 2024). In precedenza ha guidato la Toyota Camry n. 20 per Joe Gibbs Racing dal 2009 al 2012, ottenendo due vittorie, 16 piazzamenti tra i primi cinque e 41 tra i primi dieci. Ha anche gareggiato nella Toyota Camry n. 02 per Joe Gibbs Racing e nella Toyota Camry n. 96 per Hall of Fame Racing, entrambe nel 2008 a tempo parziale.

## Biografia
Logano è nato a Middletown in Connecticut figlio di Deborah B. e Thomas J. Logano. Suo padre è di origini italiane. Da bambino, oltre alle corse, giocava anche a hockey sul ghiaccio.

## Carriera

### 2008: Prima partenza

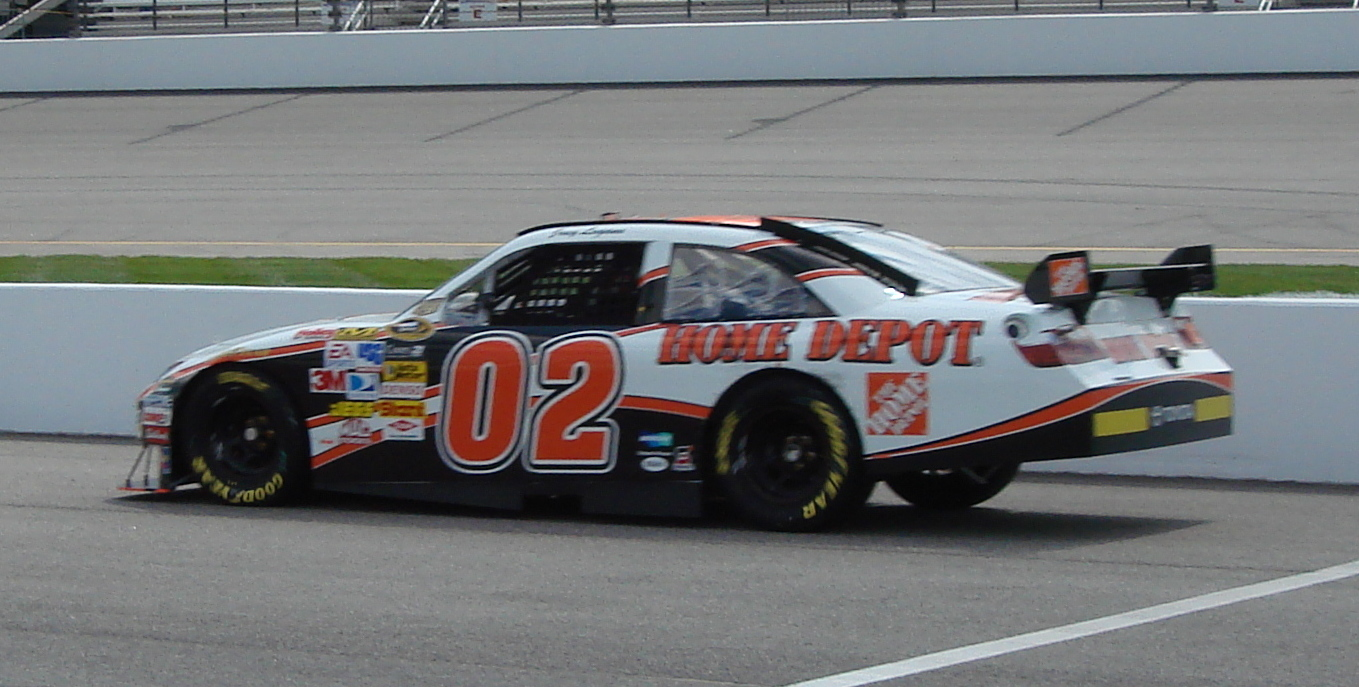
Logano al debutto al Richmond International Raceway

Nel 2008 debutta nella NASCAR Cup Series guidando part time la Toyota #02 della Joe Gibbs Racing e la Toyota #96 per la Hall Of Fame Racing. Totalizzerà 5 apparizioni durante l’anno, mancando la qualificazione per le gare di Richmond ed Atlanta, portando invece a termine le gare di Loudon, Kansas e Fort Worth.

### 2009-2012: Joe Gibbs Racing
Nel 2009 si trasferisce a titolo definitivo alla Joe Gibbs Racing, dove guiderà la Toyota Camry #20, sponsorizzata da The Home Depot e Dollar General, della scuderia Joe Gibbs Racing, vincendo per la prima volta in Cup Series nella gara di Loudon. Non trova fortuna nelle stagioni 2010 e 2011. Tornerà alla vittoria nel 2012 a Pocono, anno in cui avrà molta fortuna in NASCAR Xfinity Series, vincendo ben 7 gare sulla Toyota #18 della Joe Gibbs Racing grazie alla sponsorizzazione di GameStop, Trans-Lux e Dollar General.

### 2013: Riscatto di carriera

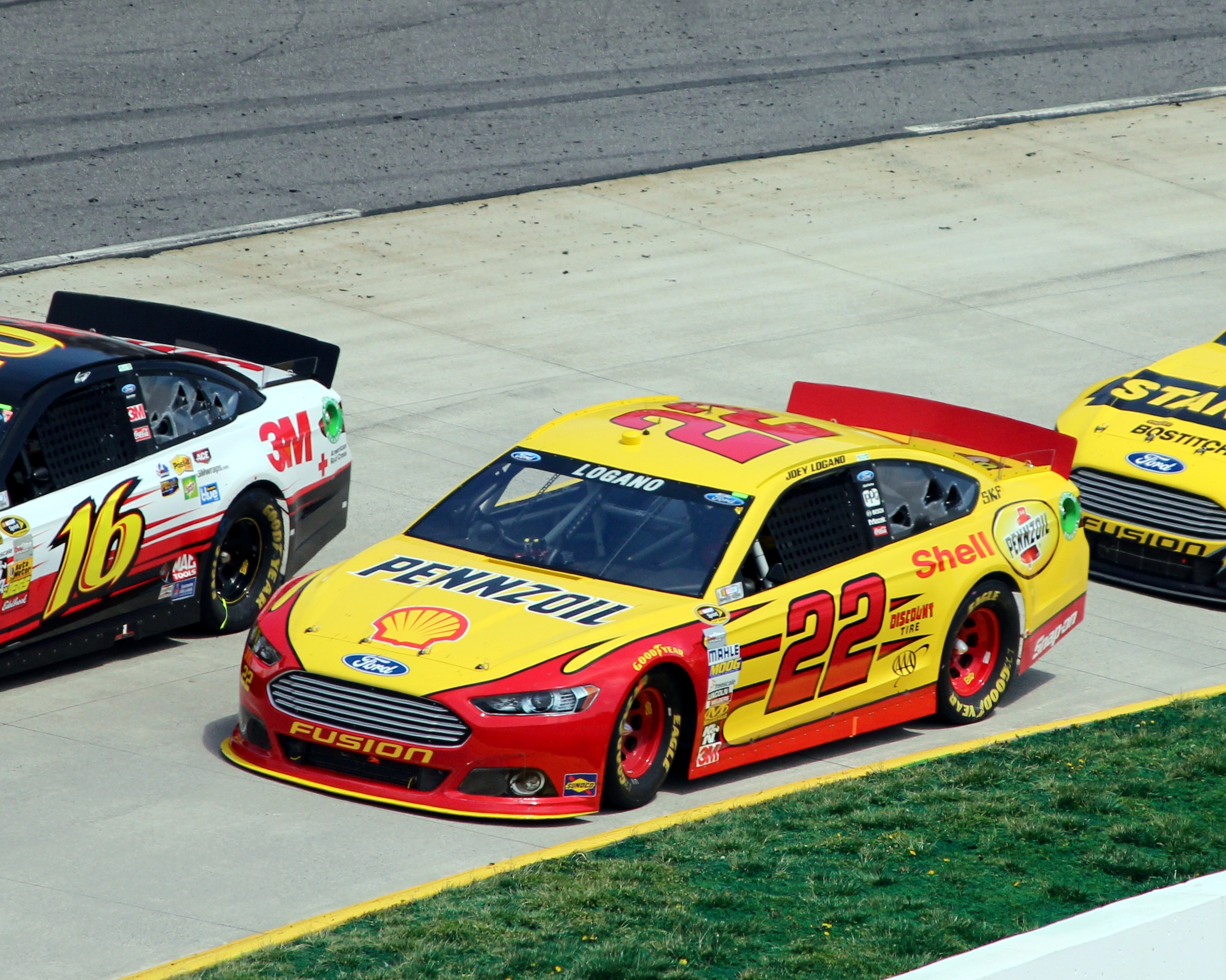
Logano durante la STP Gas Booster 500 2013

Nel 2013 si trasferisce nel Team Penske dove guiderà l'auto nº 22. In casa Penske trova subito forma, vincendo in Michigan e disputando nel complesso un’ottima stagione terminando ottavo a fine anno.
Nel 2014 mostrerà il suo vero potenziale, vincendo ben 5 gare, ma non trovando fortuna alla Championship Race di Miami, terminando sedicesimo e di conseguenza al quarto posto in classifica finale.
Il 2015 inizia benissimo per lui con la vittoria della Daytona 500, totalizzerà altre 5 vittorie candidandosi alla vittoria finale. Tuttavia alla gara di Martinsville Matt Kenseth lo manda a muro a meno di 50 giri dalla fine, prendendosi la rivincita per quanto successo nella gara del Kansas, dove Logano mandò Kenseth in testacoda a 5 giri dalla fine. Kenseth verrà squalificato per le successive due gare, ma il danno era già fatto. In Texas subì il cedimento di una gomma, terminando 40° e costringendolo a cercare la vittoria a Phoenix per avanzare alla Championship 4. Tuttavia arrivò terzo, venendo dunque eliminato.
Il 2016 sarà un anno difficile per lui: dopo un inizio di campionato tutto in salita, conquista la vittoria in Michigan, ma la regular season non gli regalerà altre gioie. Durante i playoff riesce ad aggiudicarsi le gare di Talladega e Phoenix, qualificandosi dunque alla Championship 4. A Miami disputerà un’ottima gara, tuttavia la sfortuna si fa sentire di nuovo, e dopo essere stato al comando per 45 giri, a 10 dalla fine va al contatto con Carl Edwards, riportando pochi danni. Dopo una bandiera rossa durata circa mezz’ora, la gara continua, ma i danni si fanno sentire, e Logano concluderà la gara al quarto posto, perdendo quindi il campionato vinto da Jimmie Johnson.
Il 2017 sarà un anno pessimo. Dopo un'altra partenza difficile, trova la sola vittoria di Richmond. Termina l’annata 17º, il peggior risultato dal 2012.
Nel 2018 c’è voglia di redenzione, e così sarà. La regular season ancora una volta non regalerà molti alti, vincendo solo la gara di Talladega. Ai playoff invece la situazione cambia radicalmente: si tiene in gioco durante il Round of 16, mentre al Round of 8 trova la vittoria a Martinsville, qualificandosi di diritto alla Championship 4. Si arriva dunque a Miami, Logano si terrà in alto durante tutta la gara, prendendosi la leadership a 12 dalla fine passando Martin Truex Jr. e vincendo per la prima volta la Cup Series.

### 2019: Difesa del titolo
Logano ha iniziato la stagione con un terzo posto nel Clash ritardato dalla pioggia, nel duello ha fatto un grande passo su Clint Bowyer che ha condotto 41 giri nell'ultimo giro e ha vinto il duello conducendo solo un giro, l'ultimo. Ha iniziato 4o a Daytona, iniziando la stagione come un forte contendente per il campionato. Logano ha rimbalzato a Las Vegas, tenendo a bada il compagno di squadra Brad Keselowski per la sua prima vittoria in pista.
A Martinsville, Logano ha segnato la sua quinta pole in sette gare, diventando così la decima stagione consecutiva in cui ha vinto una pole. L'inizio della gara è stato duro. Ha condotto i primi cinque giri e non ha più condotto la gara. È partito dalla pole ed è arrivato 19°. Non era il risultato che la squadra dei 22 voleva. Successivamente in Texas, ha vinto la Fase 1, ma i problemi nella corsia dei box lo hanno visto perdere posizioni e finire 17 °. A Bristol aveva una macchina in grado di vincere, ma si è fermato ai box a fine gara ed è ripartito a poche posizioni da dove aveva finito.
Logano si è poi qualificato 4° a Dover. Ha vinto la Fase 1 davanti al compagno di squadra Keselowski. Ha concluso settimo, estendendo a quattro i suoi piazzamenti nella Top 10. In classifica, però, è secondo, a cinque punti dal leader Kyle Busch, dopo averlo diminuito rispetto a Richmond.

### 2020: Il ritorno alla sfida a 4
Anche nel 2020 Logano parte a razzo, vincendo subito prima a Las Vegas e poi a Phoenix, trascorrendo in ombra il restante della regular season. Passa senza problemi il Round of 16 e vince la prima gara del Round of 8 in Kansas, qualificandosi prima di tutti alla Championship 4. Nonostante le due settimane di vantaggio, Logano concluderà 3° la Championship Race di Phoenix, terminando analogamente 3° nella classifica finale.
La stagione 2021 non sarà nulla di eccezionale per Logano. Tuttavia, riesce a vincere la Bristol dirt race, diventando il primo pilota vittorioso al ritorno delle gare su sterrato, 51 anni dopo la vittoria di Richard Petty.

### 2021: Vittoria sporca
Corre al Sonoma Raceway nel 2021. 

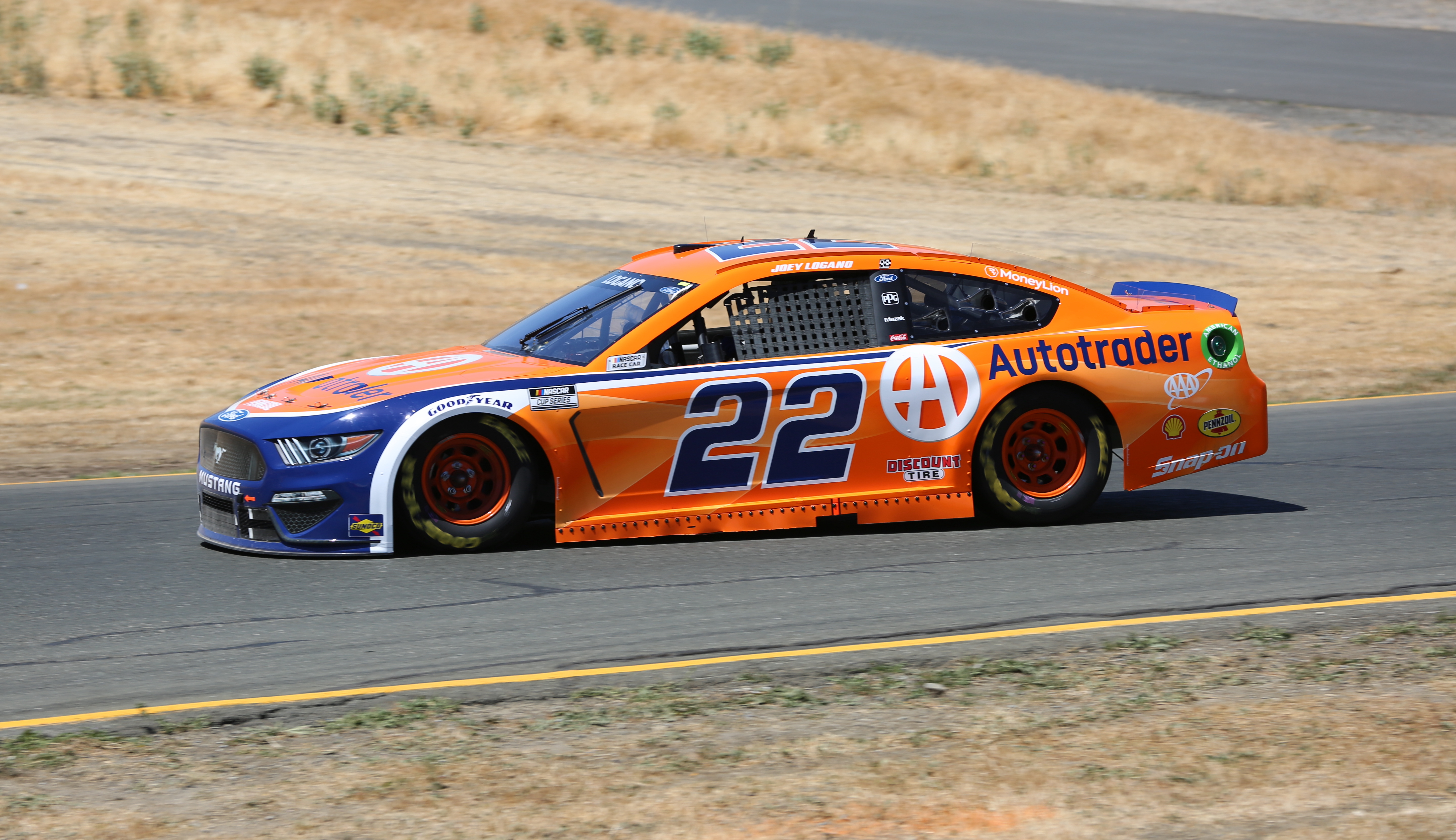
Logano al Sonoma Raceway nel 2021

Nell'ultimo giro della Daytona 500 del 2021, Logano ha guidato il compagno di squadra Keselowski prima di tentare di sorpassare Logano con lo slancio di Michael McDowell, provocando un violento incidente. Mentre McDowell ha evitato il naufragio per vincere, Logano è arrivato 12°. Più tardi, avrebbe vinto la gara inaugurale di Bristol Dirt.
Mentre si trovava al terzo alla fine della Fase 1 durante la GEICO 500, Logano è stato sterzato da Hamlin e colpito nella parte posteriore sinistra da Stenhouse Jr., facendo ribaltare la sua auto in un colpo e Logano è andato sottosopra prima, che è andata sottosopra prima di rovesciarsi.

### 2022: Secondo titolo in carriera

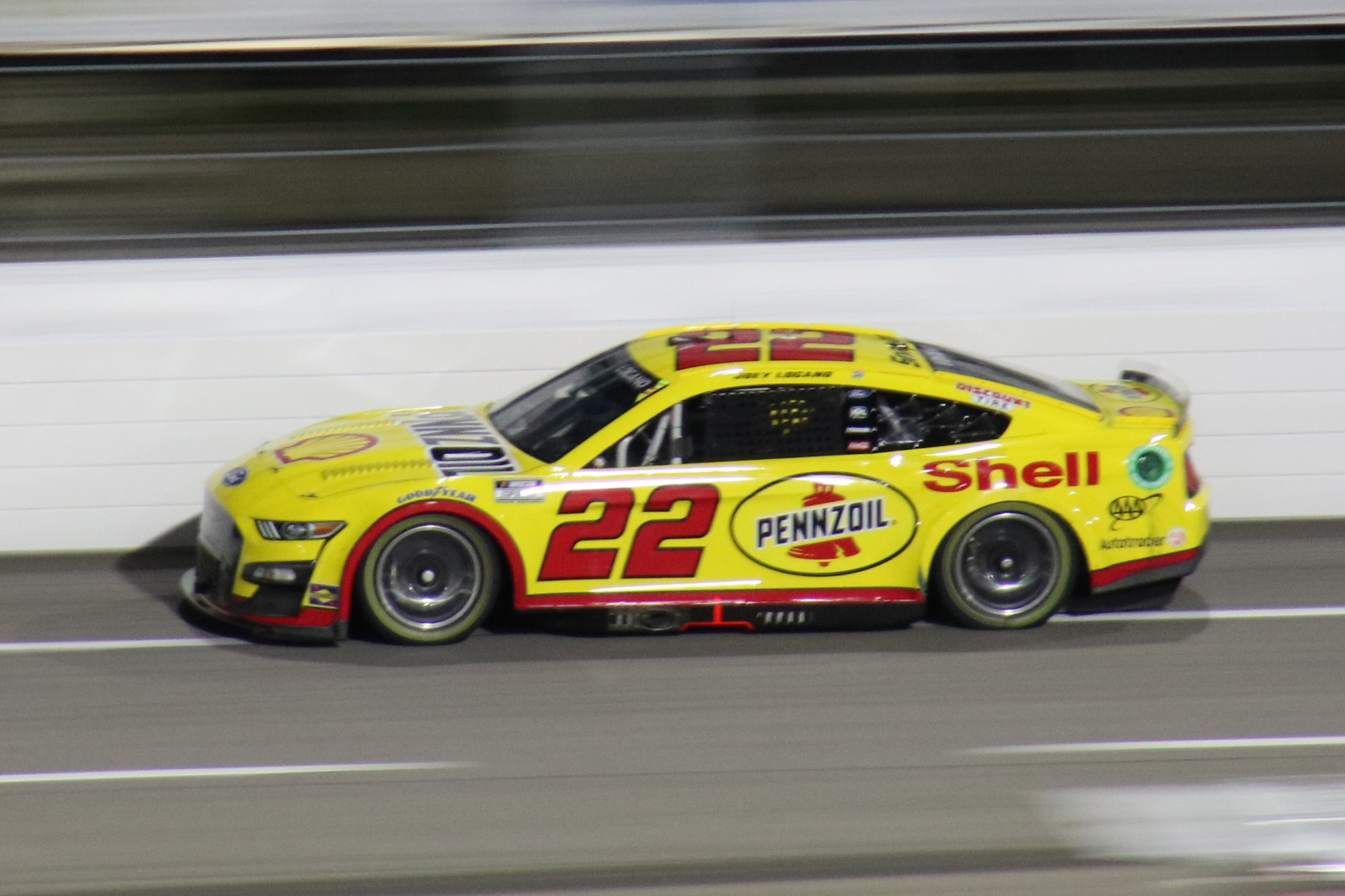
Logano sul circuito Martinsville nel 2022.

Il 2022 sarà l’anno della riconferma per Logano: vince il Busch Light Clash al Coliseum mostrando di poter fare grandi cose. La partenza in regular season sarà burrascosa, ma Logano si fa vedere ed è presente. La prima vittoria arriva a Darlington, per poi riconfermarsi a Madison. Passa tranquillamente i Round of 16, per poi vincere a Las Vegas la prima gara del Round of 8, e qualificandosi per la Championship 4 prima di tutti. Questa volta, le settimane di vantaggio pagano e a Phoenix non c’è storia: le Ford sono nettamente più veloci e con l’aiuto del compagno Ryan Blaney le due Penske comandano il gruppone per tutta la durata della gara. Così facendo, Logano vince per la seconda volta la Cup Series.

### 2023: Difesa del titolo
Logano ha iniziato la stagione 2023 con un secondo posto alla Daytona 500 del 2023. Ha ottenuto la sua prima vittoria della stagione ad Atlanta. Durante i playoff, Logano è stato eliminato al termine degli ottavi di finale a Bristol dopo essere rimasto coinvolto in un incidente che ha coinvolto Corey LaJoie, Ryan Newman, Justin Haley e Kevin Harvick.

### 2024: pole alla Daytona 500 e terzo campionato
Logano ha iniziato la stagione 2024 con una pole nella Daytona 500, la prima per Roger Penske. Questo è stato seguito da un DNF al 32° posto alla Daytona 500 del 2024. Una settimana dopo, alla gara di Atlanta, ha scontato una penalità di passaggio per aver indossato guanti protettivi non approvati durante le qualifiche, per la quale è stato successivamente multato di 10.000 dollari. Dopo aver ottenuto solo una top 5 con un secondo posto a Richmond fino a quel momento, Logano vinse la NASCAR All-Star Race e 1 milione di dollari dopo aver condotto 199 dei 200 giri della gara espositiva. Logano ha ottenuto la sua prima vittoria a punti della stagione a Nashville, dopo essere sopravvissuto a un record di cinque tempi supplementari e aver percorso 110 giri senza fermarsi per fare rifornimento. Ha avuto anche la possibilità di vincere a Richmond, dopo aver preso il comando di Austin Dillon alla ripresa dei tempi supplementari, ma è stato testato dal pilota della RCR nell'ultimo giro.
Durante i playoff, Logano vinse gli ottavi di finale ad Atlanta e passò agli ottavi di finale. Lì, un ritiro a Talladega dopo "il grande" ha contribuito alla sua eliminazione di quattro punti. Tuttavia, la squalifica di Alex Bowman dalla gara Roval ha promosso Logano agli ottavi di finale. Logano ha vinto a Las Vegas grazie a una corsa di risparmio di carburante e un sorpasso in ritardo su Daniel Suárez per assicurarsi il Campionato 4. Dopo aver vinto la Fase 1 e aver effettuato un passaggio di tre ampi per il comando durante il riavvio della Fase 3 a Phoenix, Logano ha tenuto a bada il compagno di squadra Ryan Blaney per vincere il suo terzo campionato.

## Vita privata
Il 13 novembre 2013, Logano ha annunciato il suo fidanzamento con la fidanzata d'infanzia Brittany Baca. Ha annunciato, tramite Twitter, che la data del loro matrimonio era fissata per dicembre 2014, durante la bassa stagione della NASCAR. Logano e Baca si sono sposati il 13 dicembre 2014. La coppia ha annunciato la nascita del loro primo figlio, un figlio di nome Hudson Joseph Logano, nel gennaio 2018. Il loro secondo figlio, un figlio di nome Jameson Jett Logano, è nato il 7 maggio 2020. Il loro terzo figlio e prima figlia è nata nel febbraio 2022. Il suo nome è Emilia Love Logano.

## Curiosità
Joey appare nel terzo episodio della stagione 2016 del programma televisivo Affari di famiglia dove si cimenta nella prova di una Ford Mustang Gt Hertz Penske.

## Risultati

### Cup Series
| 2008 | Joe Gibbs Racing    | 02 | Toyota | DAY    | CAL    | LVS    | ATL    | BRI    | MAR    | TEX    | PHO    | TAL    | RCH    | DAR    | CLT    | DOV    | POC    | MCH    | SON    | NHA    | DAY    | CHI    | IND    | POC     | GLN    | MCH    | BRI    | CAL    | RCH DNQ |        |        |        |        |         |        | ATL DNQ | TEX 40 | PHO    | HOM    | 64° | 113  | [ 2 ]  |
| 2008 | Hall of Fame Racing | 96 | Toyota |        |        |        |        |        |        |        |        |        |        |        |        |        |        |        |        |        |        |        |        |         |        |        |        |        |         | NHA 32 | DOV    | KAN 39 | TAL    | CLT     | MAR    |         |        |        |        | 64° | 113  | [ 2 ]  |
| 2009 | Joe Gibbs Racing    | 20 | Toyota | DAY 43 | CAL 26 | LVS 13 | ATL 30 | BRI 38 | MAR 32 | TEX 30 | PHO 21 | TAL 9  | RCH 19 | DAR 9  | CLT 9  | DOV 15 | POC 23 | MCH 25 | SON 19 | NHA 1  | DAY 19 | CHI 18 | IND 12 | POC 27  | GLN 16 | MCH 7  | BRI 34 | ATL 22 | RCH 14  | NHA 21 | DOV 42 | KAN 28 | CAL 14 | CLT 5   | MAR 12 | TAL 3   | TEX 19 | PHO 21 | HOM 24 | 20° | 3791 | [ 3 ]  |
| 2010 | Joe Gibbs Racing    | 20 | Toyota | DAY 20 | CAL 5  | LVS 6  | ATL 35 | BRI 27 | MAR 2  | PHO 10 | TEX 28 | TAL 36 | RCH 16 | DAR 27 | DOV 10 | CLT 13 | POC 13 | MCH 10 | SON 33 | NHA 9  | DAY 29 | CHI 19 | IND 9  | POC 25  | GLN 33 | MCH 10 | BRI 18 | ATL 27 | RCH 4   | NHA 35 | DOV 3  | KAN 17 | CAL 11 | CLT 7   | MAR 6  | TAL 5   | TEX 4  | PHO 3  | HOM 39 | 16° | 4185 | [ 4 ]  |
| 2011 | Joe Gibbs Racing    | 20 | Toyota | DAY 23 | PHO 33 | LVS 23 | BRI 23 | CAL 25 | MAR 13 | TEX 24 | TAL 10 | RCH 11 | DAR 35 | DOV 27 | CLT 3  | KAN 23 | POC 11 | MCH 18 | SON 6  | DAY 3  | KEN 14 | NHA 4  | IND 25 | POC 26  | GLN 5  | MCH 21 | BRI 13 | ATL 24 | RCH 35  | CHI 16 | NHA 14 | DOV 29 | KAN 29 | CLT 12  | TAL 24 | MAR 18  | TEX 37 | PHO 11 | HOM 19 | 24° | 902  | [ 5 ]  |
| 2012 | Joe Gibbs Racing    | 20 | Toyota | DAY 9  | PHO 10 | LVS 16 | BRI 16 | CAL 24 | MAR 23 | TEX 19 | KAN 15 | RCH 24 | TAL 26 | DAR 10 | CLT 23 | DOV 8  | POC 1* | MCH 35 | SON 10 | KEN 22 | DAY 4  | NHA 14 | IND 33 | POC 13  | GLN 32 | MCH 31 | BRI 8* | ATL 18 | RCH 30  | CHI 7  | NHA 8  | DOV 10 | TAL 32 | CLT 9   | KAN 19 | MAR 16  | TEX 11 | PHO 27 | HOM 14 | 17° | 965  | [ 6 ]  |
| 2013 | Penske Racing       | 22 | Ford   | DAY 19 | PHO 26 | LVS 12 | BRI 17 | CAL 3  | MAR 23 | TEX 5  | KAN 39 | RCH 3  | TAL 35 | DAR 22 | CLT 5  | DOV 7  | POC 10 | MCH 9  | SON 11 | KEN 4  | DAY 40 | NHA 40 | IND 8  | POC 7   | GLN 7  | MCH 1* | BRI 5  | ATL 2* | RCH 22  | CHI 37 | NHA 14 | DOV 3  | KAN 4  | CLT 18  | TAL 16 | MAR 14  | TEX 3  | PHO 9  | HOM 8  | 8°  | 2323 | [ 7 ]  |
| 2014 | Team Penske         | 22 | Ford   | DAY 11 | PHO 4  | LVS 4  | BRI 20 | CAL 39 | MAR 4  | TEX 1* | DAR 35 | RCH 1  | TAL 32 | KAN 4  | CLT 12 | DOV 8  | POC 40 | MCH 10 | SON 16 | KEN 9  | DAY 17 | NHA 40 | IND 5  | POC 3   | GLN 6  | MCH 3* | BRI 1  | ATL 14 | RCH 6   | CHI 4  | NHA 1  | DOV 4  | KAN 1* | CLT 4   | TAL 11 | MAR 5   | TEX 12 | PHO 6  | HOM 16 | 4°  | 5028 | [ 8 ]  |
| 2015 | Team Penske         | 22 | Ford   | DAY 1  | ATL 4  | LVS 10 | PHO 8  | CAL 7  | MAR 3  | TEX 4  | BRI 40 | RCH 5  | TAL 33 | KAN 5  | CLT 13 | DOV 11 | POC 4  | MCH 5  | SON 5  | DAY 22 | KEN 2  | NHA 4  | IND 2  | POC 20* | GLN 1  | MCH 7  | BRI 1  | DAR 4  | RCH 3   | CHI 6  | NHA 3  | DOV 10 | CLT 1* | KAN 1   | TAL 1  | MAR 37* | TEX 40 | PHO 3  | HOM 4  | 6°  | 2360 | [ 9 ]  |
| 2016 | Team Penske         | 22 | Ford   | DAY 6  | ATL 12 | LVS 2  | PHO 18 | CAL 4  | MAR 11 | TEX 3  | BRI 10 | RCH 8  | TAL 25 | KAN 38 | DOV 22 | CLT 9  | POC 5  | MCH 1* | SON 3  | DAY 4  | KEN 39 | NHA 3  | IND 7  | POC 37* | GLN 2  | BRI 10 | MCH 10 | DAR 5  | RCH 10  | CHI 2  | NHA 11 | DOV 6  | CLT 36 | KAN 3   | TAL 1  | MAR 9   | TEX 2* | PHO 1  | HOM 4  | 2°  | 5037 | [ 10 ] |
| 2017 | Team Penske         | 22 | Ford   | DAY 6  | ATL 6  | LVS 4  | PHO 31 | CAL 5  | MAR 4  | TEX 3  | BRI 5  | RCH 1  | TAL 32 | KAN 37 | CLT 21 | DOV 25 | POC 23 | MCH 3  | SON 12 | DAY 35 | KEN 8  | NHA 37 | IND 4  | POC 27  | GLN 24 | MCH 28 | BRI 13 | DAR 18 | RCH 2   | CHI 7  | NHA 10 | DOV 15 | CLT 26 | TAL 4*  | KAN 21 | MAR 24  | TEX 7  | PHO 12 | HOM 6  | 17° | 930  | [ 11 ] |
| 2018 | Team Penske         | 22 | Ford   | DAY 4  | ATL 6  | LVS 7  | PHO 19 | CAL 5  | MAR 6  | TEX 6  | BRI 9  | RCH 4  | TAL 1* | DOV 13 | KAN 3  | CLT 22 | POC 9  | MCH 7  | SON 19 | CHI 8  | DAY 39 | KEN 10 | NHA 9  | POC 26  | GLN 37 | MCH 10 | BRI 4  | DAR 2  | IND 13  | LVS 4  | RCH 14 | ROV 10 | DOV 3  | TAL 5   | KAN 8* | MAR 1*  | TEX 3  | PHO 37 | HOM 1* | 1°  | 5040 | [ 12 ] |
| 2019 | Team Penske         | 22 | Ford   | DAY 4  | ATL 23 | LVS 1  | PHO 10 | CAL 2  | MAR 19 | TEX 17 | BRI 3  | RCH 2  | TAL 4  | DOV 7  | KAN 15 | CLT 2  | POC 7  | MCH 1* | SON 23 | CHI 3  | DAY 25 | KEN 7  | NHA 9  | POC 13  | GLN 23 | MCH 17 | BRI 16 | DAR 14 | IND 2   | LVS 9* | RCH 11 | ROV 10 | DOV 34 | TAL 11  | KAN 17 | MAR 8   | TEX 4  | PHO 9  | HOM 5  | 5°  | 2380 | [ 13 ] |
| 2020 | Team Penske         | 22 | Ford   | DAY 26 | LVS 1  | CAL 12 | PHO 1  | DAR 18 | DAR 6  | CLT 13 | CLT 6  | BRI 21 | ATL 10 | MAR 4* | HOM 27 | TAL 17 | POC 36 | POC 24 | IND 10 | KEN 15 | TEX 3  | KAN 35 | NHA 4  | MCH 8   | MCH 5  | DRC 9  | DOV 8  | DOV 6  | DAY 27* | DAR 3  | RCH 3  | BRI 11 | LVS 14 | TAL 26* | ROV 2  | KAN 1   | TEX 10 | MAR 3  | PHO 3  | 3°  | 5034 | [ 14 ] |
| 2021 | Team Penske         | 22 | Ford   | DAY 12 | DRC 2  | HOM 25 | LVS 9  | PHO 2* | ATL 15 | BRD 1  | MAR 6  | RCH 3  | TAL 39 | KAN 17 | DAR 13 | DOV 5  | COA 3* | CLT 17 | SON 4  | NSH 10 | POC 7  | POC 10 | ROA 15 | ATL 19  | NHA 4  | GLN 22 | IRC 34 | MCH 33 | DAY 23* | DAR 8  | RCH 5  | BRI 11 | LVS 11 | TAL 3   | ROV 7  | TEX 30  | KAN 9  | MAR 10 | PHO 11 | 8°  | 2336 | [ 15 ] |
| 2022 | Team Penske         | 22 | Ford   | DAY 21 | CAL 5  | LVS 14 | PHO 8  | ATL 9  | COA 31 | RCH 17 | MAR 2  | BRD 3  | TAL 32 | DOV 29 | DAR 1* | KAN 17 | CLT 20 | GTW 1  | SON 17 | NSH 9  | ROA 27 | ATL 26 | NHA 24 | POC 20  | IRC 6  | MCH 4  | RCH 6* | GLN 3  | DAY 12  | DAR 4  | KAN 17 | BRI 27 | TEX 2  | TAL 27  | ROV 18 | LVS 1   | HOM 18 | MAR 6  | PHO 1* | 1°  | 5040 | [ 16 ] |
| 2023 | Team Penske         | 22 | Ford   | DAY 2  | CAL 10 | LVS 36 | PHO    | ATL    | COA    | RCH    | BRD    | MAR    | TAL    | DOV    | KAN    | DAR    | CLT    | GTW    | SON    | NSH    | CSC    | ATL    | NHA    | POC     | RCH    | MCH    | IRC    | GLN    | DAY     | DAR    | KAN    | BRI    | TEX    | TAL     | ROV    | LVS     | HOM    | MAR    | PHO    | -*  | -*   | [ 17 ] |

Stagione in corso*

#### Daytona 500
| Anno | Team             | Costruttore | Inizio | Arrivo |
| ---- | ---------------- | ----------- | ------ | ------ |
| 2009 | Joe Gibbs Racing | Toyota      | 9      | 43     |
| 2010 | Joe Gibbs Racing | Toyota      | 16     | 20     |
| 2011 | Joe Gibbs Racing | Toyota      | 38     | 23     |
| 2012 | Joe Gibbs Racing | Toyota      | 12     | 9      |
| 2013 | Penske Racing    | Ford        | 21     | 19     |
| 2014 | Team Penske      | Ford        | 35     | 11     |
| 2015 | Team Penske      | Ford        | 5      | 1      |
| 2016 | Team Penske      | Ford        | 5      | 6      |
| 2017 | Team Penske      | Ford        | 15     | 6      |
| 2018 | Team Penske      | Ford        | 5      | 4      |
| 2019 | Team Penske      | Ford        | 4      | 4      |
| 2020 | Team Penske      | Ford        | 3      | 26     |
| 2021 | Team Penske      | Ford        | 9      | 12     |
| 2022 | Team Penske      | Ford        | 20     | 21     |
| 2023 | Team Penske      | Ford        | 3      | 2      |
| 2024 | Team Penske      | Ford        | 1      | 32*    |